# レノックス・ミラー
レノックス・ミラー（Lennox V. Miller、1946年10月8日 - 2004年11月8日）は、ジャマイカの陸上競技選手。
短距離種目で活躍した選手で1968年メキシコシティーオリンピックと1972年ミュンヘンオリンピックに出場。メキシコ大会ではアメリカのジム・ハインズ(Jim Hines)に次いで銀メダル、ミュンヘン大会では、ソ連のワレリー・ボルゾフ(Valeri Borzov)、ロバート・テイラー(Robert Taylor)に次いで銅メダルを獲得した。
ミラーの娘であるインガー・ミラー (Inger Miller) は1996年アトランタオリンピックの4×100mリレーのアメリカ代表で金メダルを獲得し、オリンピック史上初となる父娘によるメダル獲得となった。

## 主な実績
| 年   | 大会                   | 場所                       | 種目         | 結果 | 記録   |
| ---- | ---------------------- | -------------------------- | ------------ | ---- | ------ |
| 1968 | オリンピック           | メキシコシティ(メキシコ)   | 100m         | 2位  | 10秒04 |
| 1968 | オリンピック           | メキシコシティ(メキシコ)   | 4×100mリレー | 4位  | 38秒4  |
| 1970 | コモンウェルスゲームズ | エジンバラ(スコットランド) | 100m         | 2位  | 10秒32 |
| 1971 | パンアメリカンゲームズ | カリ(コロンビア)           | 100m         | 2位  | 10秒32 |
| 1972 | オリンピック           | ミュンヘン(西ドイツ)       | 100m         | 3位  | 10秒33 |